# Gmina Rrapë
Gmina Rrapë (alb. Komuna Rrapë) – gmina w Albanii, położona w północno-zachodniej części kraju. Administracyjnie należy do okręgu Puka w obwodzie Szkodra. W skład gminy wchodzi osiem wsi: Breg, Rrapë, Kabash, Buhot, Bicaj, Blinisht, Lumzi, Meçe.